# Euglandina rosea
Euglandina rosea är en snäckart som först beskrevs av den franske naturvetaren André Étienne d'Audebert de Férussac 1818.  Euglandina rosea ingår i släktet Euglandina och familjen Spiraxidae. Inga underarter finns listade i Catalogue of Life.

## Bildgalleri

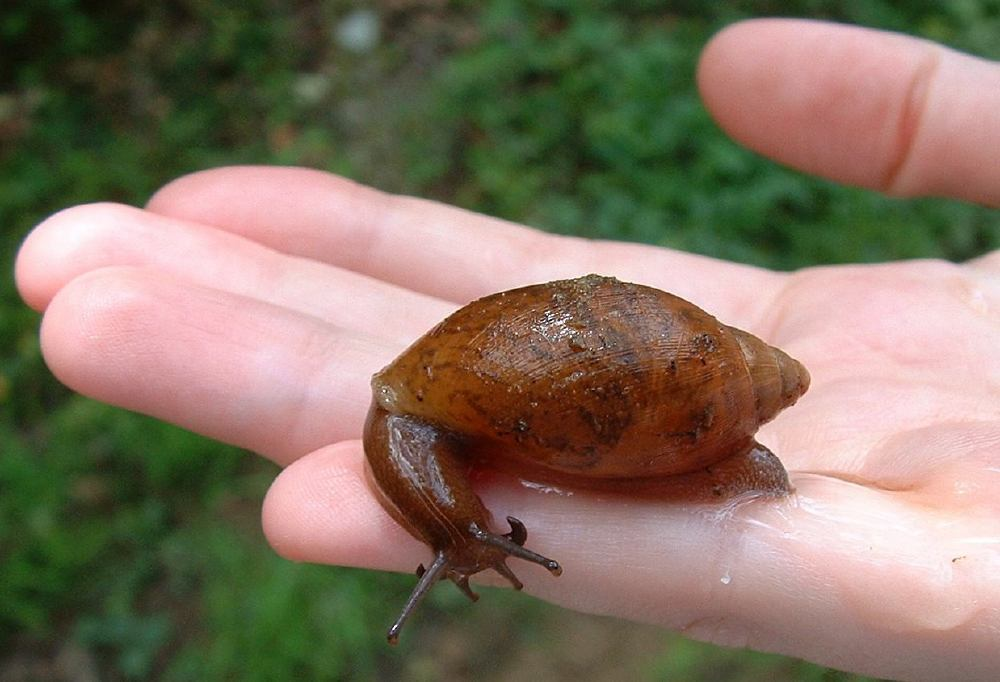